# Кјасаја (Арецо)
Кјасаја је насеље у Италији у округу Арецо, региону Тоскана.
Према процени из 2011. у насељу је живело 11 становника. Насеље се налази на надморској висини од 787 м.